# Canvas (HTML)
Canvas (o "lienzo" traducido al español) es un elemento HTML incorporado en HTML5 que permite la generación de gráficos dinámicamente por medio del scripting. Entre otras cosas, permite la renderización interpretada dinámica de gráficos 2D y mapas de bits, así como animaciones con estos gráficos. Se trata de un modelo de procedimiento de bajo nivel, que actualiza un mapa de bits y no tiene una gráfica de escena integrada.

## Historia
Canvas fue introducido inicialmente por Apple para su uso dentro de su propio componente de Mac OS X Surgido en 2004, para empujar aplicaciones como widgets de Dashboard y el navegador Safari. Más tarde, en 2005, se adoptó en la versión 1.8 de los navegadores Gecko y Opera en 2006. Fue estandarizado por el Grupo de Trabajo de Tecnologías de Aplicación de hipertexto Web (WHATWG por sus siglas en inglés) sobre las nuevas especificaciones propuestas para tecnologías web de última generación.

## Utilización
El Canvas consiste en una región dibujable definida en el código HTML con atributos de  altura y ancho. El código JavaScript puede acceder a la zona a través de un conjunto completo de funciones similares a las de otras APIs comunes de dibujo 2D, permitiendo así que los gráficos sean generados dinámicamente. Algunos de los usos previstos incluyen construcción de gráficos, animaciones, juegos, y la composición de imágenes.

## Ejemplo
El siguiente código crea un elemento canvas en una página HTML:
```
<
canvas
 
id
=
"example"
 
width
=
"200"
 
height
=
"200"
>

Este texto se muestra si su navegador no soporta el lienzo (canvas) de HTML5.

</
canvas
>

```

Utilizando JavaScript, usted puede dibujar en el lienzo (canvas):
```
var
 
example
 
=
 
document
.
getElementById
(
'example'
);

var
 
context
 
=
 
example
.
getContext
(
'2d'
);

context
.
fillStyle
 
=
 
'red'
;

context
.
fillRect
(
30
,
 
30
,
 
100
,
 
100
);

```

Este código dibuja un rectángulo rojo en la pantalla.

## Soporte
El elemento se apoya en las versiones actuales de Mozilla Firefox, Google Chrome, Internet Explorer, Safari, Konqueror y Opera. Las versiones anteriores de Internet Explorer, como la versión 8 y anteriores no son compatibles con la lona, sin embargo plugins desarrollados por Google y Mozilla lo hacen posible.
Descripción detallada del soporte de este elemento con respecto a los navegadores más populares (como un porcentaje de participación en el mercado a partir de septiembre de 2012):
| Internet Explorer | Firefox   | Safari (Desktop) | Chrome     | Opera (Desktop) | Safari (Mobile) | Opera (Mobile) | Android Browser |
| ----------------- | --------- | ---------------- | ---------- | --------------- | --------------- | -------------- | --------------- |
| 6.0               | 2.0 - 6.0 | 3.1 - 3.2        | 4.0 - 13.0 | 9.0 - 11.0      | 3.2             | 10.0           | 2.0             |
| 7.0               | 7.0       | 4.0              | 14.0       | 11.1            | 4.0             | 11.0           | 2.1             |
| 8.0               | 8.0       | 5.0              | 15.0       | 11.5            | 4.2 - 4.3       | 11.1           | 2.3,3.0         |
| 9.0               | 9.0       | 5.1              | 16.0       | 11.6            | 5.0             | 11.5           | 4.0             |
| 28.77%            | 19.70%    | 6.77%            | 30.01%     | 1.42%           | 2.79%           | 2.32%          | 3.02%           |